# José Verdes Montenegro y Páramo
José Verdes Montenegro y Páramo (Valencia, 1866-Madrid, 1942) fue un médico y escritor español, miembro de la Real Academia Nacional de Medicina.

## Biografía
Nacido en Valencia en 1866, fue doctor en medicina y literato; escribió diversos libros, memorias y discursos. Colaboró en publicaciones periódicas madrileñas como El Mundo, La Justicia, La Ilustración Española y Americana, La Correspondencia de España y, principalmente, El Imparcial.
Estudioso de la tuberculosis, y autor de obras como Nuestros hombres de ciencia (1889) o Tratamiento de la tuberculosis por la tuberculina (1909), fundó en Madrid una notable escuela de tisiología.
Durante la Segunda República, ejerció como director general de Sanidad, entre 20 de septiembre y el 12 de octubre de 1933. Miembro de número de la Real Academia Nacional de Medicina, cargo del que tomó posesión el 3 de febrero de 1935 con un discurso titulado Deficiencias de nuestra organización antituberculosa, falleció en Madrid en 1942. No se le debe confundir con José Verdes Montenegro y Montoro, que según Gonzalo Díaz habría sido primo suyo.